# Polygala carueliana
Polygala carueliana är en jungfrulinsväxtart som först beskrevs av Alfred William Bennett, och fick sitt nu gällande namn av Théodore Caruel. Polygala carueliana ingår i släktet jungfrulinssläktet, och familjen jungfrulinsväxter. Inga underarter finns listade i Catalogue of Life.